# Pascal Gallet
 (juillet 2020).
Répertoire
Œuvres pour piano de Chopin, Collet, Debussy, Grieg, Jolivet, Liszt, Messiaen, Turina, Cosma, Luguet, Peçi, Pécou, Rachmaninov, Sciortino, Wen.
Pascal Gallet, né le 6 octobre 1968 à Chambéry, est un pianiste concertiste et chroniqueur radio français.

## Biographie

### Formation
Il étudie au Conservatoire national supérieur de musique et de danse de Paris et suit notamment les cours de Pierre Sancan, puis d’Yvonne Loriod et d’Éliane Richepin. 

### Carrière

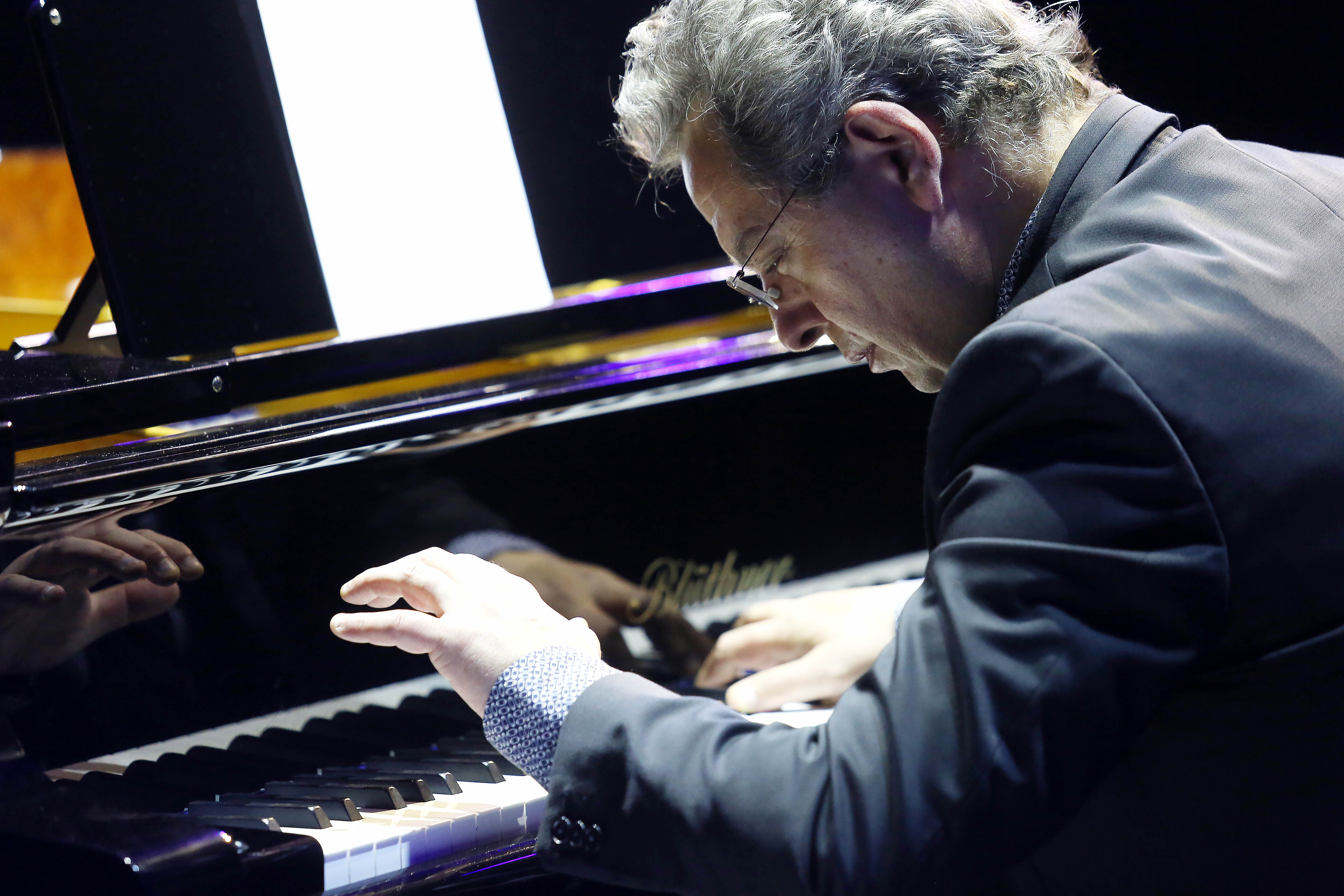
Récital à la Sorbonne Université d'Abu Dhabi.

Très jeune, il travaille avec Olivier Messiaen.
Sa carrière de soliste démarre en France en 1985, puis à l'international dans les années 1990.
En 2003, il commence l'enregistrement de l'intégrale des œuvres pour piano d'André Jolivet, complétée en 2005 puis 2008, par un 2e et 3e disque sur lequel figure le Concerto pour piano (1951),,.
Il est professeur de piano à la Schola Cantorum de Paris et au Conservatoire Pierre Barbizet de Marseille.
Il est animateur de la rubrique Tout est Classique de Sud Radio.

## Discographie et enregistrements
- 1998 : Turina, Mallorca ; Contes d'Espagne, op. 20 et 47 (Maguelone) (OCLC 163202602)
- 2002 : Grieg, Sonate, scènes de la vie populaire (Maguelone MAG 111.146) (OCLC 239628741)
- 2003 : Jolivet, Musique pour piano, volume 1 (Maguelone MAG 111.136) (OCLC 335214789)
- 2004 : Jevtic, Que le jour est beau - Éric Aubier, trompette ; Snezana Savicic, soprano ; Quintette Vertige (septembre 2003, Mandala MAN 5078)[9]
- 2005 : Jolivet, Musique pour piano, volume 2 : Danses rituelles, Deuxième sonate… (septembre 2004, Maguelone) (OCLC 847801268)
- 2006 : Chopin, Nocturne, op. 48, no 1 ; Scherzo no 1 - Quatre Mazurkas, op. 33 ; Polonaise, op. 44 ; Sonate no 2, op. 35 (Mandala MAN 5102) (OCLC 847619336)
- 2007 : Chostakovitch, Quintette - Quatuor Enesco
- 2008 : Jolivet, Musique pour piano volume 3 : Sonate no 1 ; Concerto pour piano et orchestre* - Duisburger Philharmoniker, dir. Jonathan Darlington (10 avril/septembre 2007, Maguelone MAG 111.171 / SACD Acousence Living concert series*)[10] (OCLC 842253122)
- 2012 : Liszt Immortel (DVD Maguelone) — film de Clara Antonelli
- 2013 : Debussy, Préludes, Livre 1 ; Pour les sonorités opposées (Étude X) ; Le Petit berger (concert décembre 2012, Maguelone MAG 111.192) (OCLC 907201399)
- 2014 : Collet, Œuvres pour piano : El escorial, op. 22 ; Clavelitos, danse gitane, op. 87 ; Chants de Castille, op. 42 à 46 ; Album d'Espagne, op. 256 à 263 ; extraits d’Alma española (juin 2014, Maguelone MAG 111.198) (OCLC 1048297023)
- 2015 : Classique Cinéma, Musiques de films retranscrites pour le piano (Grace music GMPG2014CCI) (OCLC 948665117)
- 2016 : A Road to Europe, Musique de chambre de Chine d'aujourd'hui - DeJing Wen, violon ; Zhinuo Tang, flûte ; Pascal Gallet, piano (Maguelone) (OCLC 984509115)
- 2022 : Intégrale de l'œuvre pour piano d'André Jolivet en 42 vidéos pédagogiques (YouTube PascalGalletOfficial)[11]
- 2023 : Passerelles, album multi-thématique comprenant 4 créations mondiales, dont 2 œuvres dédiées à Pascal Gallet
- 2024 : Ernest Luguet, premier enregistrement mondial de l'œuvre pour piano de ce compositeur (Maguelone)